# Дерик (Турция)
Дерик (тур. Derik) — город и район в провинции Мардин (Турция).

## История
Люди жили в этих местах с древнейших времён. Здесь находился Аштишат — город в древней Армении. Впоследствии город входил в состав разных государств; в XVI веке он попал в состав Османской империи.

## Население
| 2018   |
| ------ |
| 61 830 |

## Известные уроженцы, жители
Лейла Бирлик (род. 1974) — курдский политик, член Демократической партии народов, член Великого национального собрания Турции в 2015-18 годах.